# Crise russo-ucraniana (2021–2022)

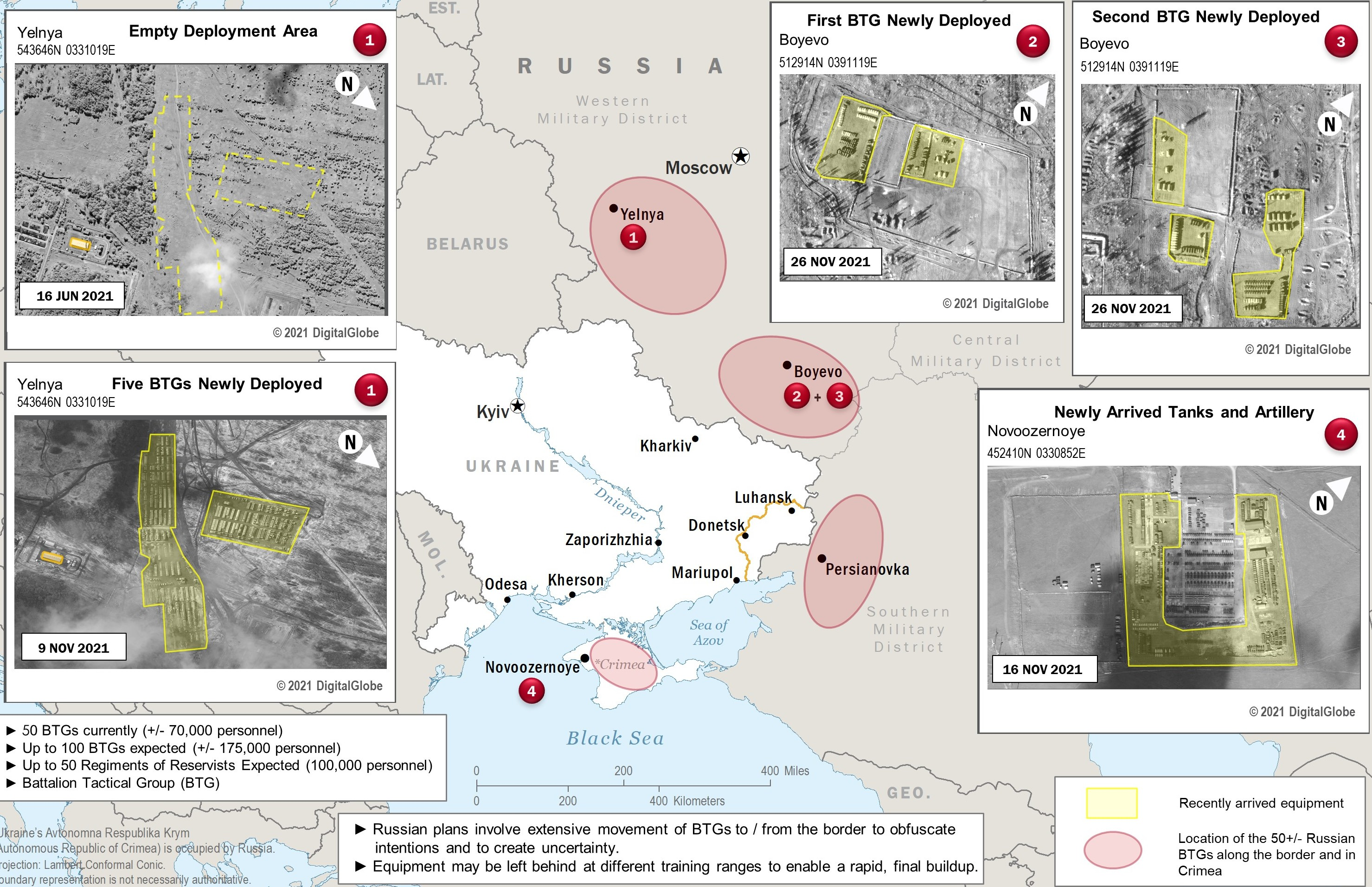
Avaliação da inteligência dos EUA sobre o movimento de tropas russas perto da fronteira com a Ucrânia em 3 de dezembro de 2021. Estima-se que a Rússia tenha mobilizado cerca de 70 mil soldados, principalmente a uma distância de 100 a 200 km da fronteira ucraniana. Estima-se que o número pode aumentar para 175 mil.

A crise russo-ucraniana de 2021 foi uma crise internacional entre a Rússia e a Ucrânia que começou em 3 de março de 2021 e culminou na invasão russa do território ucraniano. A Rússia reuniu cerca de cem mil soldados e equipamentos militares perto de sua fronteira com a Ucrânia, representando a maior mobilização de força desde a anexação da Crimeia pelo país em 2014. Isso precipitou uma crise diplomática e gerou preocupações sobre uma possível invasão até então. Imagens de satélite mostraram movimentos de armaduras, mísseis e outras armas pesadas. As tropas foram parcialmente removidas em junho. A crise foi renovada em outubro e novembro de 2021, quando centenas de milhares de soldados russos foram novamente concentrados perto da fronteira em dezembro.
A crise decorreu da prolongada intervenção russa na Ucrânia que começou no início de 2014. Em dezembro de 2021, a Rússia avançou dois projetos de tratados que continham solicitações do que chamou de "garantias de segurança", incluindo uma promessa juridicamente vinculativa de que a Ucrânia não se juntaria à Organização do Tratado do Atlântico Norte (OTAN), bem como uma redução nas tropas da OTAN e equipamentos militares estacionados na Europa Oriental e ameaçava uma resposta militar não especificada se essas demandas não fossem atendidas integralmente. Os Estados Unidos e outros membros da OTAN rejeitaram esses pedidos e alertaram a Rússia sobre o aumento das sanções econômicas caso ela invada ainda mais a Ucrânia. As negociações diplomáticas bilaterais EUA-Rússia foram realizadas em janeiro de 2022, mas não conseguiram desarmar a crise. A crise foi descrita como uma das mais intensas desde a Guerra Fria.

## Antecedentes
O agravamento das relações russo-ucranianas ocorreu no final de outubro – início de novembro e foi provocado pelo primeiro uso de combate do veículo aéreo não tripulado (UAV) ucraniano Bayraktar TB2 contra as formações da República Popular de Donetsk. A mensagem sobre o uso de UAVs apareceu quase simultaneamente com as notícias sobre a ocupação do vilarejo de Staromarievka na linha de contato das partes, na qual viviam na época 37 cidadãos russos que receberam passaportes sob o programa simplificado.
Falando em uma reunião relacionada à defesa em 2 de novembro, o presidente russo Vladimir Putin disse que a Rússia está monitorando de perto o uso de UAVs "perto das fronteiras da Rússia" e deve analisar cuidadosamente a situação a esse respeito. De acordo com observadores da Organização para a Segurança e Cooperação na Europa (OSCE), o regime de cessar-fogo começou a ser violado duas vezes mais do que em 2020 (durante o período da noite de 29 de outubro à noite de 31 de outubro, o regime de cessar-fogo na região de Donetsk foi violado 988 vezes e em Luhansk — 471 vezes). Os observadores da Missão de Monitoramento Especial da OSCE para a Ucrânia relataram o movimento de equipamentos militares das Forças Armadas da Ucrânia, bem como repetidas tentativas de abafar o sinal de seus UAVs, que são usados para monitorar o terreno. Ao mesmo tempo, surgiram publicações na mídia ocidental de que a Rússia estava novamente puxando tropas para a fronteira ucraniana. Fotos de satélite de veículos blindados russos foram citadas como evidência.
Nos dias 2 e 3 de novembro, o diretor da Agência Central de Inteligência dos EUA (CIA), William Burns, reuniu-se com altos funcionários da inteligência russa em Moscou. Segundo a CNN, o objetivo da viagem era transmitir ao Kremlin a preocupação do Presidente dos Estados Unidos Joe Biden, com a situação na fronteira com a Ucrânia. Fontes do canal de TV informaram que após a viagem, Burns conversou por telefone com o presidente ucraniano Volodymyr Zelensky para aliviar as tensões entre Moscou e Kiev. Com o mesmo propósito, um alto funcionário do Departamento de Estado dos Estados Unidos foi enviado à Ucrânia em 4 de novembro.
Em 2 de novembro, Dmytro Yarosh, ex-líder da organização Setor Direito, foi nomeado conselheiro do Comandante-em-Chefe das Forças Armadas da Ucrânia Valery Zaluzhny. Em 4 de novembro, foi aprovado um novo ministro da Defesa – ex-vice-primeiro-ministro – Ministro da Reintegração dos Territórios Ocupados Temporariamente, Oleksii Reznikov, que participou das reuniões do Grupo de Contato Trilateral em nome da Ucrânia.
Em novembro de 2021, o Ministério da Defesa da Rússia descreveu o envio de navios de guerra estadunidenses para o Mar Negro como uma “ameaça à segurança regional e à estabilidade estratégica”. O ministério disse em um comunicado: "O objetivo real por trás das atividades dos EUA na região do Mar Negro é explorar o teatro de operações no caso de Kiev tentar resolver o conflito no sudeste pela força".
Em 13 de novembro, o presidente ucraniano Volodymyr Zelensky anunciou que a Rússia reuniu novamente 100 000 soldados na área de fronteira. No início de novembro, relatos de acúmulos militares russos levaram autoridades americanas a alertar a União Europeia de que a Rússia poderia estar planejando uma potencial invasão da Ucrânia. O porta-voz do Kremlin, Dmitry Peskov, negou as alegações de que a Rússia está se preparando para uma possível invasão. Ele acusou a Ucrânia de "planejar ações agressivas contra o Donbass". Peskov pediu à Otan que pare de "concentrar um punho militar" perto das fronteiras da Rússia e pare de armar a Ucrânia com armamento moderno.

## Resposta diplomática

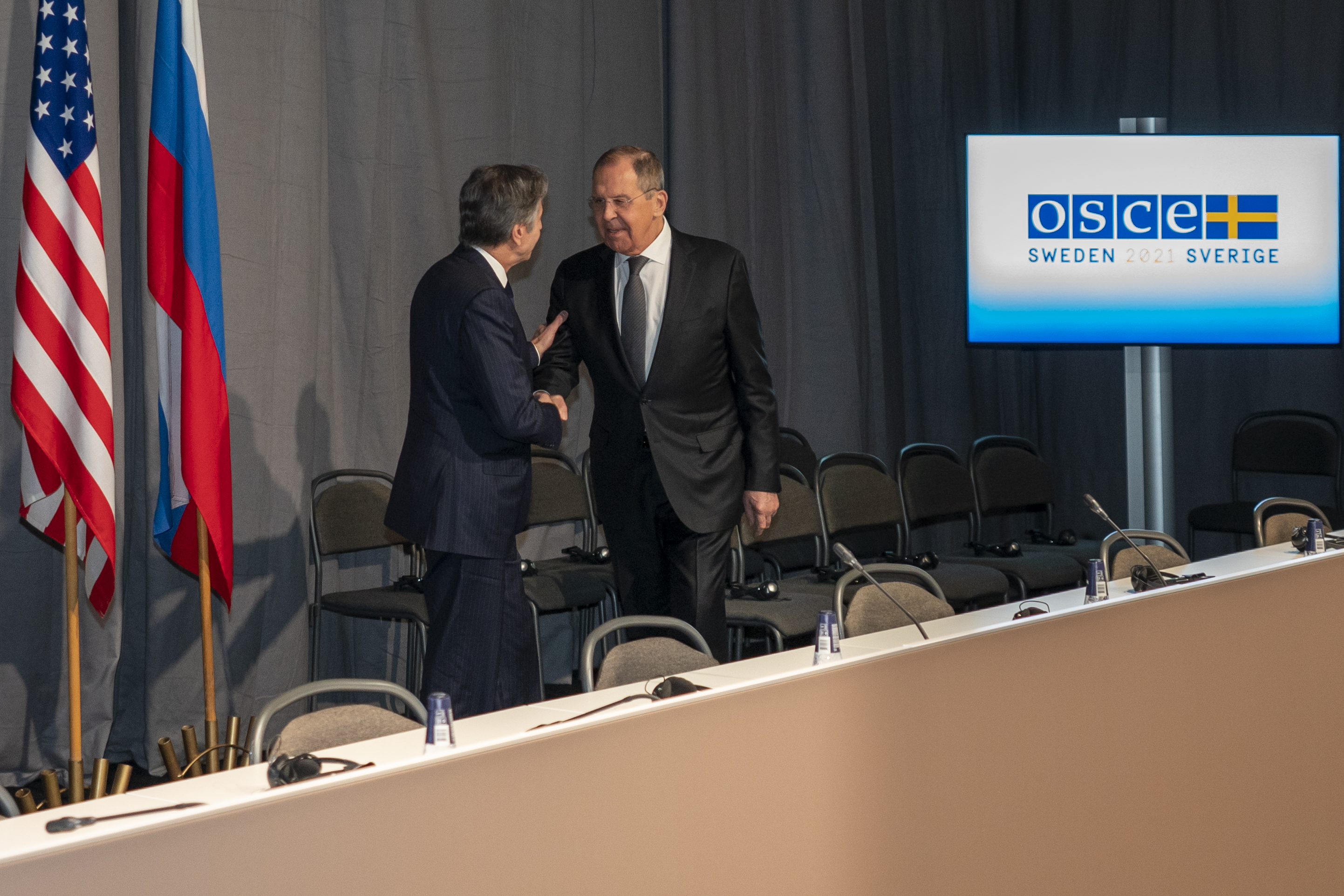
O Secretário de Estado americano Antony Blinken e o Ministro de Relações Exteriores da Rússia, Sergey Lavrov, se encontram na Suécia para discutir a questão ucraniana.

Em 16 de novembro, o secretário-geral da Otan Jens Stoltenberg, pediu ao Ocidente que enviasse à Rússia "um sinal claro pedindo redução da tensão, evitando qualquer escalada dentro e ao redor da Ucrânia". Stoltenberg acrescentou que a aliança registra uma "concentração incomum" de forças russas perto da fronteira ucraniana. Em 15 de novembro, o ministro das Relações Exteriores da Alemanha, Heiko Maas e o ministro das Relações Exteriores da França Jean-Yves Le Drian, expressaram preocupação em um comunicado conjunto sobre "os movimentos das forças russas e equipamentos militares perto da Ucrânia", pedindo a ambos os lados que "mostrem moderação". Ao mesmo tempo, o secretário de imprensa do Pentágono, John Kirby, confirmou que os Estados Unidos continuam a observar "atividade militar incomum" da Federação Russa perto das fronteiras da Ucrânia, e o chefe do Departamento de Estado, Antony Blinken, discutiu relatórios de "atividade militar russa". na área com Jean-Yves Le Drian. Foi relatado que os Estados Unidos estão discutindo sanções com aliados europeus em caso de nova invasão russa.
No início de novembro, a inteligência ucraniana afirmou que as informações sobre a transferência de tropas russas adicionais para as fronteiras ucranianas nada mais eram do que "um elemento de pressão psicológica". No entanto, uma semana depois, o Gabinete do Presidente da Ucrânia reconheceu que a Federação Russa estava fortalecendo "grupos específicos de tropas" perto da fronteira. O ministro das Relações Exteriores da Ucrânia, Dmytro Kuleba, exortou os governos francês e alemão a se prepararem para um possível cenário militar de ações da Rússia na direção ucraniana.
Neste contexto, a Ucrânia intensificou fortemente os esforços diplomáticos. Em 15 de novembro, o presidente ucraniano Volodymyr Zelensky e o chefe do Conselho Europeu Charles Michel, discutiram "a situação de segurança ao longo das fronteiras da Ucrânia". No mesmo dia, Dmytro Kuleba manteve conversações sobre as mesmas questões em Bruxelas. O novo chefe do Ministério da Defesa, Oleksii Reznikov, foi para Washington DC, onde em 18 de novembro se encontrou com o Secretário de Defesa dos Estados Unidos Lloyd Austin. Em 16 de novembro, o secretário de Defesa britânico, Ben Wallace, visitou Kiev. De acordo com o tabloide Daily Mirror, uma unidade consolidada de resposta rápida de cerca de 600 combatentes foi formada no Reino Unido para transferência para a Ucrânia. Em 17 de janeiro de 2022, o secretário de Defesa britânico Ben Wallace, anunciou que os britânicos estavam fornecendo à Ucrânia mísseis antitanque de curto alcance.

## Negociações de segurança (janeiro de 2022)

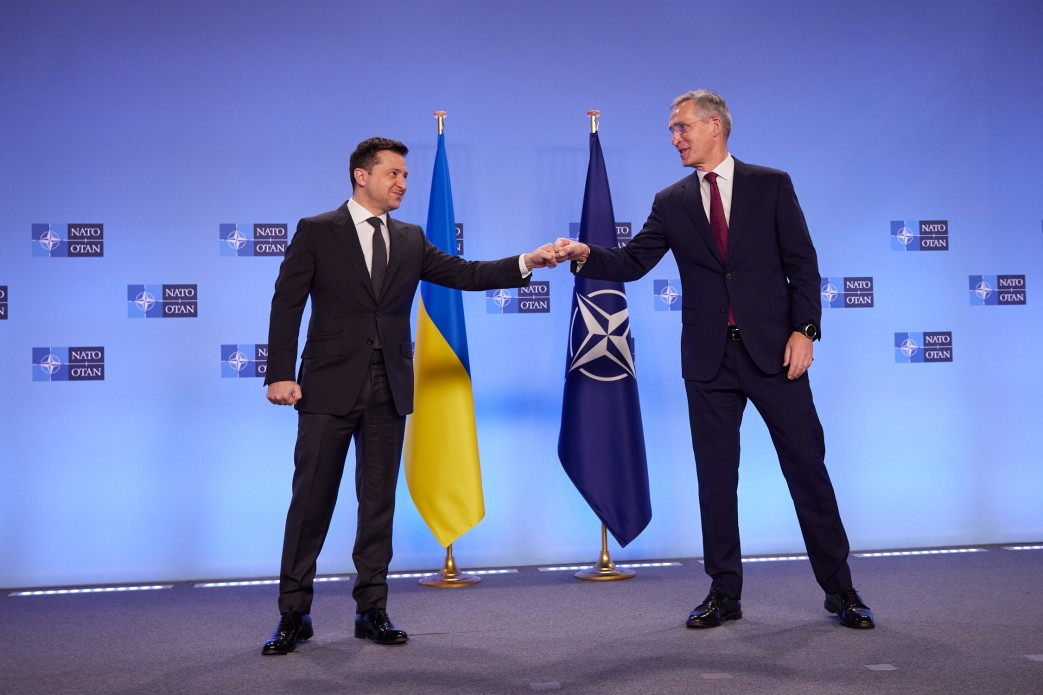
O presidente Ucraniano Volodymyr Zelensky e o Secretário-geral da OTAN, Jens Stoltenberg, se encontrando em dezembro de 2021.

Em 28 de dezembro, Estados Unidos e Rússia anunciaram que negociações bilaterais ocorreriam em Genebra em 10 de janeiro de 2022, para discutir preocupações sobre suas respectivas atividades militares e enfrentar as crescentes tensões sobre a Ucrânia. As conversações (″reunião extraordinária do Diálogo de Estabilidade Estratégica") foram lideradas pelo vice-chanceler russo, Sergei Ryabkov, e pela vice-secretária de Estado dos Estados Unidos, Wendy Sherman.
A reunião de Genebra foi seguida por uma reunião do Conselho OTAN-Rússia em Bruxelas, em 12 de janeiro de 2022, que reuniu todos os 30 membros da OTAN e a Rússia para discutir, conforme o comunicado oficial emitido pela OTAN, "a situação dentro e ao redor da Ucrânia e as implicações para a segurança europeia"; o comunicado do Ministério da Defesa russo após a reunião disse: "[a Rússia] trouxe avaliações russas do estado atual no campo da euro-segurança, e também deu explicações sobre os aspectos militares do projeto de acordo russo sobre garantias de segurança.
As negociações foram julgadas pela Rússia como infrutíferas.

## Escalada militar

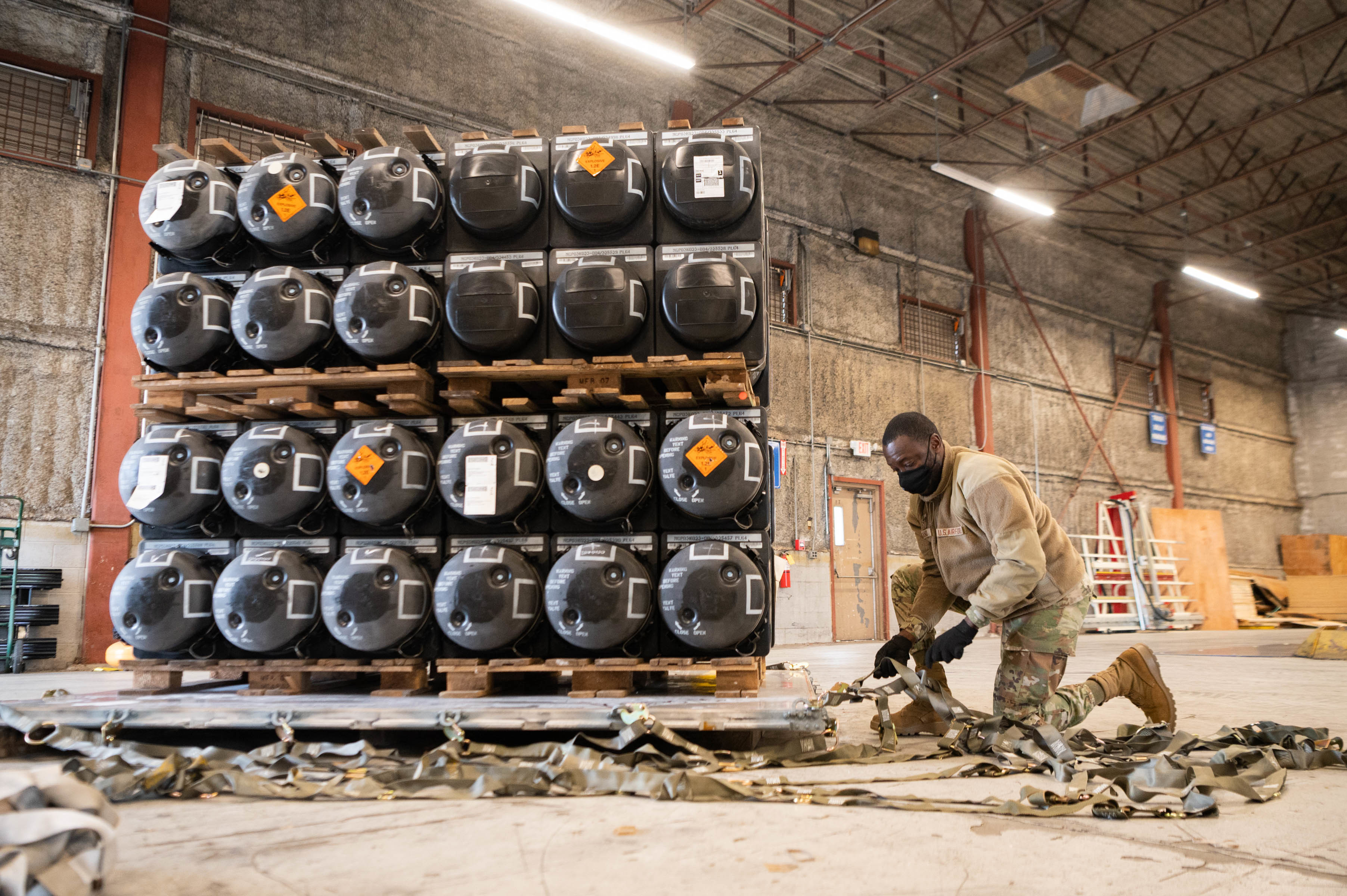
Um militar americano preparando um carregamento de lançadores FGM-148 Javelin para a Ucrânia antes da invasão.

Em 21 de novembro, o chefe da Diretoria Principal de Inteligência do Ministério da Defesa da Ucrânia, Kyrylo Budanov, informou que a Rússia supostamente concentrou mais de 92 000 soldados e sistemas de mísseis balísticos de curto alcance Iskander perto das fronteiras ucranianas. Budanov disse que a Rússia está por trás dos protestos contra a vacinação contra o COVID-19 em Kiev e outros protestos na Ucrânia – isso seria uma preparação para uma invasão militar em larga escala. Segundo Budanov, a Rússia precisa dos protestos para que a população ucraniana não resista durante a operação militar, acreditando que as autoridades ucranianas a traíram: "Eles querem organizar comícios e protestos para mostrar que as pessoas são contra o governo", declarou em entrevista ao Military Times". Eles estão tentando provar que nosso governo está traindo o povo." Segundo o chefe da inteligência ucraniana, a Rússia está tentando fazer com que os próprios ucranianos mudem de poder e, se não der certo, "o exército intervirá". De acordo com Budanov, ações ativas devem ser esperadas no final de janeiro – início de fevereiro de 2022.
Moscou, por sua vez, acusa a Ucrânia de ações agressivas. A representante oficial do Ministério das Relações Exteriores da Rússia, Maria Zakharova, disse em 25 de novembro que as autoridades ucranianas estão aumentando as tensões no Donbas e estão realizando ações ofensivas em algumas áreas: "Os exaltados do regime de Kiev, aparentemente sentindo total impunidade, defendem uma solução contundente para a crise interna ucraniana. A situação na zona de conflito está aumentando. Continuam a ser recebidas informações sobre o uso de armas proibidas pelo Pacote de Medidas de Minsk, que são fornecidas à Ucrânia pelos países da OTAN." Ela acredita que, ao fazê-lo, a liderança ucraniana está tentando "desviar a atenção da degradação da situação socioeconômica e política no país... e desviar esta atenção para algumas ameaças temporárias de fora".
Declarações duras de Kiev e Moscou soam no contexto de um impasse em todas as plataformas de negociação existentes. Não há contatos dentro do formato da Normandia e não são esperados em nenhum nível: não haverá cúpula, os ministros das Relações Exteriores ainda não conseguiram coordenar uma reunião e os assessores políticos não se comunicam desde setembro. No Grupo de Contato Trilateral, as negociações se reduzem a discutir se a Rússia é parte do conflito. Em 15 de novembro, Vladimir Putin assinou um decreto sobre a prestação de apoio humanitário à população das Repúblicas Populares de Donetsk e de Luhansk da Ucrânia.
Em 1 de dezembro, a Rússia acusou a Ucrânia de enviar metade de seu exército – cerca de 125 000 soldados – em Donbass para enfrentar separatistas pró-Rússia. Em 3 de dezembro, o presidente Putin criticou a Ucrânia por usar um drone Bayraktar TB2 fabricado na Turquia contra separatistas pró-russos em Donbas, dizendo que a medida violava os acordos de paz de Minsk. Em 3 de dezembro, o ministro da Defesa da Ucrânia, Oleksii Reznikov, falando aos deputados da Verkhovna Rada, disse: "Existe a possibilidade de uma escalada em larga escala por parte da Rússia. O momento mais provável para alcançar a prontidão para a escalada será o final de janeiro". Em dezembro, a análise de Janes concluiu que os principais elementos russos do 41.º Exército (com quartel-general em Novosibirsk na Rússia central) e do 1.º Exército Blindado da Guarda (normalmente implantado em torno de Moscou) foram reposicionados para o oeste, reforçando os exércitos russos da 20.º Guardas e da 8.º Guardas já posicionados mais perto da fronteira ucraniana. Forças russas adicionais teriam se movido para a Crimeia, reforçando as unidades navais e terrestres russas já implantadas lá.

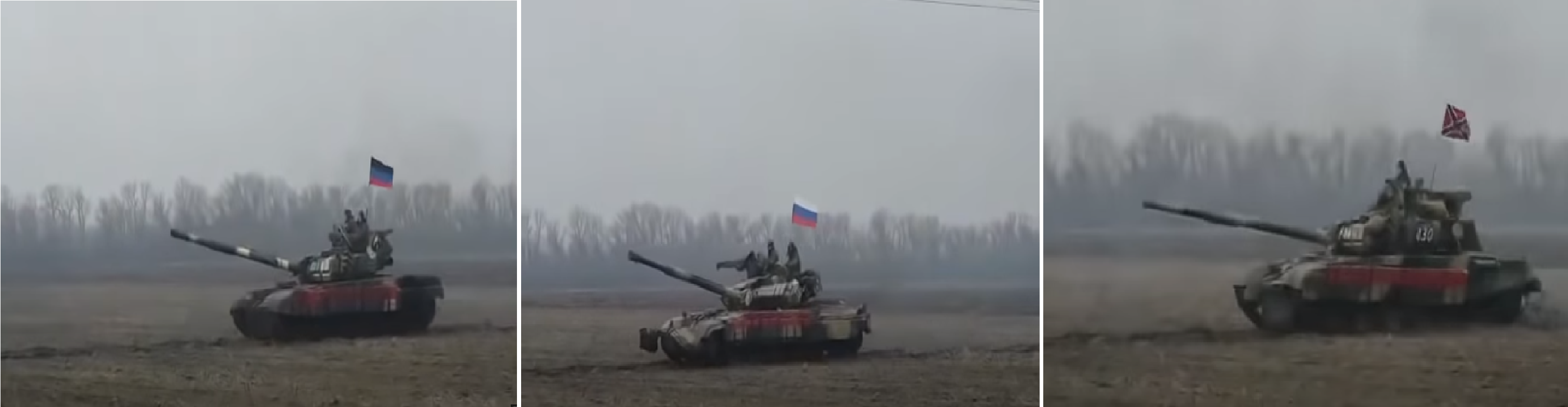
Tanques de guerra russos se preparando para a invasão, em 23 de fevereiro de 2022.

Em 9 de dezembro, a Rússia acusou a Ucrânia de mover artilharia pesada em direção à linha de frente, onde os separatistas estão lutando com as forças ucranianas. O chefe do Estado-Maior russo, Valery Gerasimov, afirmou que "as entregas [pela OTAN] de helicópteros, veículos aéreos não tripulados e aviões para a Ucrânia estão pressionando as autoridades ucranianas a tomar medidas bruscas e perigosas. Quaisquer provocações das autoridades ucranianas por meio de uma solução forçada dos problemas do Donbass serão suprimidas". Em 31 de dezembro de 2021, após um telefonema entre o presidente estadunidense Biden e o presidente russo Putin, o governante russo declarou que se os EUA os sancionassem, seria "um erro fatal".
Em 10 de janeiro de 2022, o governo ucraniano anunciou que havia prendido um suposto agente de inteligência militar russo que estava tentando recrutar outros para realizar ataques na cidade ucraniana de Odessa. Mais tarde, em 14 de janeiro, a Ucrânia foi atingida por um ataque cibernético cujos autores eram suspeitos de serem hackers russos. No mesmo dia, a inteligência militar ucraniana disse que os serviços especiais da Rússia estavam preparando "provocações" contra soldados russos estacionados na Transnístria, um estado separatista não reconhecido internacionalmente considerado parte da Moldávia, para criar um pretexto para uma invasão russa da Ucrânia.

### Reforços da OTAN
Os governos holandês e espanhol também enviaram forças para a região em apoio à OTAN. Em 20 de janeiro de 2022, a ministra de Defesa espanhola, Margarita Robles, anunciou que a Armada Espanhola estava sendo enviada para o Mar Negro. Um navio atuando como caça-minas estava a caminho e a fragata Blas de Lezo partiu em 22 de janeiro. Ela também anunciou que o governo espanhol estava considerando o envio da Força Aérea Espanhola (SAF) para a Bulgária.
Em 5 de fevereiro de 2022, 2 mil soldados americanos foram à Europa com destino para a Alemanha e Polônia, como parte da tentativa dos Estados Unidos reforçarem o acesso leste da OTAN à medida que a Rússia destaca mais forças ao longo das fronteiras da Ucrânia. Em 7 de fevereiro de 2022, Johnson disse que a Grã-Bretanha não iria "vacilar" enquanto se preparava para enviar fuzileiros navais reais, aeronaves da Força Aérea Real (RAF) e Marinha Real Britânica para a Europa Oriental. Em 11 de fevereiro, o Exército dos EUA se estabeleceu na Europa para a Operação Saber Strike, que realiza anualmente em fevereiro na Europa Oriental. Quatro Eurofighter Typhoon foram enviados em 12 de fevereiro de 2022. A Holanda alegou que também enviaria dois F-35 para a Bulgária como parte da missão expandida de vigilância aérea da OTAN. A 24 de fevereiro, Portugal anunciou que o Conselho Superior de Defesa Nacional aprovou por unanimidade a mobilização das Forças Armadas, no quadro da OTAN, em resposta à invasão da Ucrânia pela Rússia. No total, os meios militares portugueses à disposição da NATO são: 1521 efetivos, sete aeronaves, três navios e 198 viaturas táticas.

### Reconhecimento de independência de Donetsk e Luhansk pela Rússia

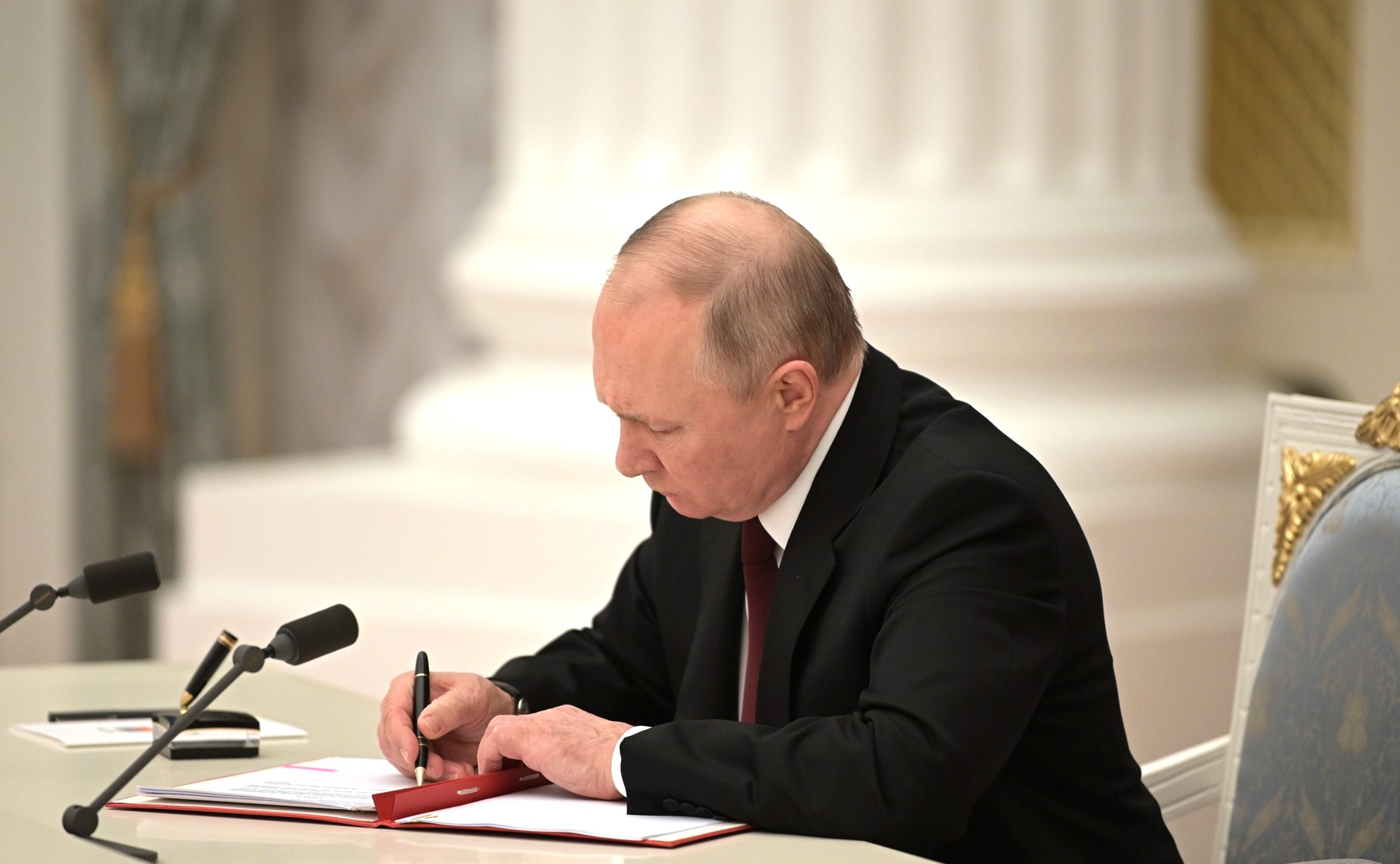
O presidente Vladimir Putin assinando o reconhecimento das repúblicas separatistas de Lugansk e Donetsk e tratados de amizade e assistência mútua, na noite de 21 de fevereiro de 2022.

Em 21 de fevereiro de 2022, o presidente da Rússia Vladimir Putin assinou um documento reconhecendo a independência da República Popular de Lugansk e da República Popular de Donetsk, no leste da Ucrânia (Região de Donbass). O evento, foi televisionado para vários países no mundo. Estas áreas são dominadas por separatistas aliados à Rússia desde o início da Guerra Civil no Leste da Ucrânia em 2014. Horas depois do anúncio, vários países do Ocidente, (entre eles os Estados Unidos) repudiaram a atitude de Putin e prometeram promover sanções políticas e económicas contra o país. Por conta de tais retaliações, o governo Russo informou que enviará tropas para as áreas separatistas como uma "força de paz". Tal atitude também foi criticada por países ocidentais.

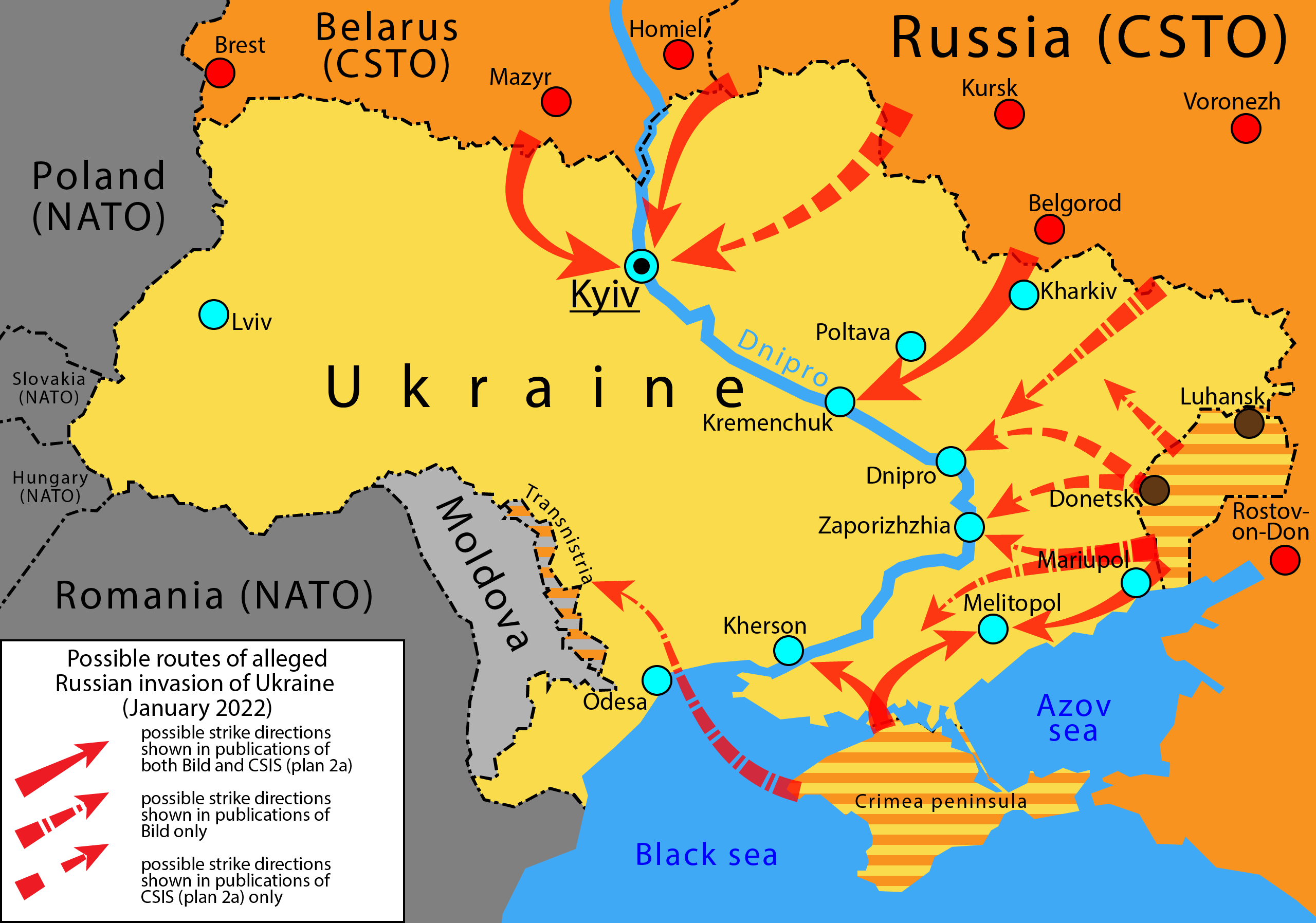
Um mapa mostrando dois supostos planos russos publicados separadamente pelo jornal Bild e pelo Centro de Estudos Estratégicos e Internacionais (CSIS).

No dia 24 de fevereiro de 2022, a Rússia lançou uma invasão em larga escala da Ucrânia após meses de tensão.